# Скіфське озброєння

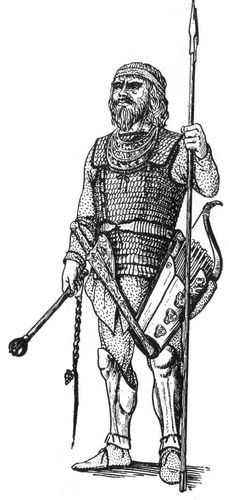
Cпорядження скіфського царя. Реконструкція Горелика М.В. за матеріалами розкопок з кургану Товста могила.Нікопольський район. IV ст. до н.

Скіфське озброєння — зброя кочового народу скіфів, які жили у VII—III ст. до н. е. на землях Великого Євразійського Степу, тобто теперішньої України та Середньої Азії, а згодом, до ІІІ ст. н. е., в Криму і називали себе «сколотами». Справжню сутність способу життя скіфів грецький історик Геродот висловив короткою фразою: «Кожен з них — кінний стрілець». Зброя становила неодмінну приналежність кожного скіфського чоловіка, а нерідко і жінки. Спорядження скіфських воїнів було досить складне і перебувало в прямій залежності від віку, соціального стану, достатку тощо. Більшу частину свого життя скіфи проводили в походах і битвах. Цей образ життя змушував їх постійно вдосконалювати свою зброю. Озброєння скіфського воїна складалося зі спису, короткого меча (акінака), кинджала, бойової сокири (Сагаріс), дротиків, лука з отруєними стрілами.

## Скіфське озброєння

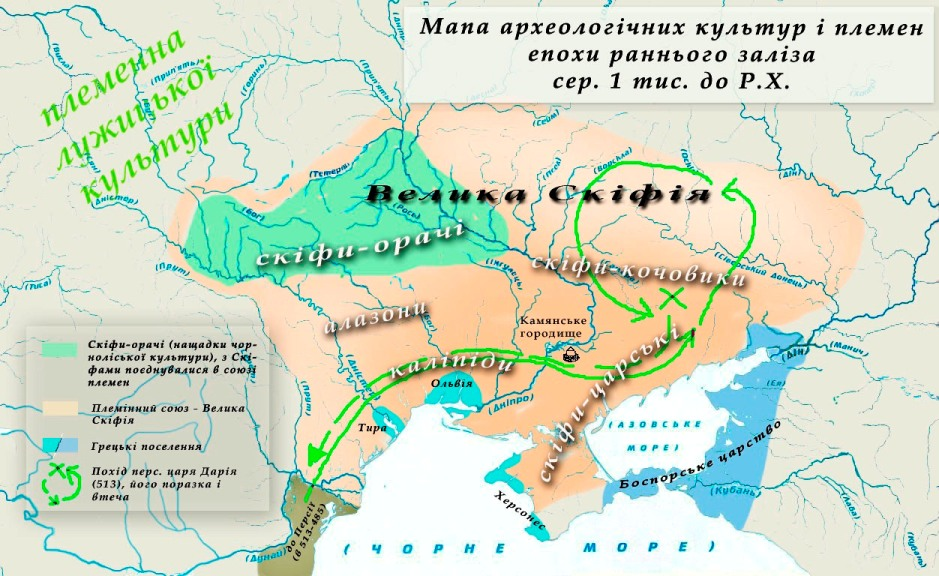
Мапа розселення Скіфських племен

Головною і найбільш розповсюдженою в Скіфії зброєю були лук та стріли, що однаково успішно використовувалися і в бою, і на полюванні. Вістря стріл — чи не наймасовіші знахідки у похованнях представників різних прошарків скіфського суспільства: від могил царів до пересічих общинників. Саме скіфський лук неодноразово згадується у творах античних авторів. Так, у давніх схоліях до «Іліади» Гомера описується скіфський спосіб стрільби з лука і його тятива з кінського волосу, і там же їй протиставляється воляча тятива критян. У цих же схоліях є цікаві дані про засоби стрільби з лука, які застосовували скіфи. Наприклад, тятива натягувалась до плеча. Іншим способом було натягнення тятиви до грудей, як це робили міфічні амазонки. При цьому способі жінкам заважала стріляти ліва грудь, тому дівчатам у дитинстві їх припалювали. Зі скіфами пов'язував, як свідчать давні схолії до «Одісеї», «криві луки» давньогрецький поет Анакреонт. Пліній старший навіть стверджував що «луки співчувають скіфам, а ліри і флейти-еллінам».
Раби-лучники скіфського походження виконували в Афінах роль поліцейських і водночас лучники з'явилися в грецькій армії. А грецький оратор першої половини 4 ст.до н. е. писав, що після перемоги на марафонському полі афіняни зібрали загін вершників із 300 осіб і купили (можливо найняли) 300 скіфів лучників.
Незважаючи на очевидну перевагу лука в бою, в Стародавній Греції лук і стріли не стали масовим видом озброєння. Із багатьох зображень воїнів і батальних сцен не можна виділити грецьких солдат із луками. Зазвичай з цим видом озброєння зображено піших або кінних воїнів, одягнених у «скіфський» або «перський» костюми.
Про оригінальне використання скіфами луків писав Плутарх — «Чи скіф, коли п'є, не торкається часто до лука і не пощипує тятиву, закликаючи цим зникаючу від сп'яніння свідомість?»

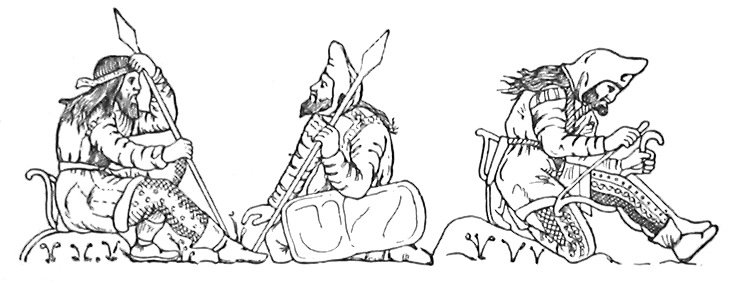
Вояки скіфів, перемальовка з торевтики

Самі луки не зберігаються в землі. Дослідники виявляють лише скляні пластинки, які примотували до дерев'янної основи для збільшення сили натягування, та кістяні прикраси кінців лука. Але форма складного скіфського лука відома з зображень на античних монетах, живописних сюжетах розписів у склепах і на творах торевтики. Наприклад, на чаші з кургану Куль-Оба скіф натягує тятиву, переламуючи лук через ногу. Це чи не найчіткіше зображення скіфської зброї. Воно повністю відповідає опису, залишиному Аміаном Марцелліном «У той час, як луки у всіх народів гнуться з гнучкого дерева, луки скіфські…вигенуті з обох боків широкими і глибокими всередину рогами, мають вигляд місяця під час ущербу, а середину розділяє прямий і круглий брусок».
Однією з особливостей скіфських луків були загнуті до краю кінці. Так їх зображено на всіх предметах торевтики, про них нагаував і Есхіл. Серію знахідок становлять спеціальні прикраси з кістки або рогу, виконані у звіриному стилі і призначені саме для прикрашення кінців лука.
Скіфські складні луки були невеликими, їх довжина становила від 60 до 70 см. Хоча дослідники не виключають використання скіфами і довгих луків. Попри висловлені припущення, скіфи не виготовляли луки з рогів, принаймні, такі знахідки досі невідомі.
Стріли складалися із трьох частин — вістря, древка та оперення. Довжина їх становила 40-70 см, хоча відомі такі знахідки стріл завдовжки до 80 см, що доводить можливість використання скіфами довгих луків.
Бронзові вістря стріл виробляються у ремісничих центрах — ними були лісостепові скіфські городища, на більшості з яких зафіксовано рештки металообробного ремесла, а також у античних містах Причорномор'я. Ливарні форми для відливання стріл було знайдено біля сіл Стайки і Букрин на Київщині, а також в місті Ольвія. Рідше зустрічаються вістря стріл, створені ковалями з заліза, а також виточені із кістки, які використовували, ймовірно, на полюванні.
Вістря стріл — найчисленніші знахідки у скіфських похованнях. Вони присутні майже у всіх чолоівчих, багатьох жіночих, і, подекуди, дитячих скфіських могилах. Кількість їх може коливатися від одного або кількох до декількох сотень. В одному з поховань їх було виявлено понад тисячу. Зрозуміло, що потреба у стрілах існувала постійно. Недарма під час досліджень ремісничих центрів знаходять багато незаточених наконечників-напів фабрикатів. Висловлюється думка, що пограбування могил у давнину здійснювалося саме для добування наконечників стріл.
Досконала форма, чудові аерохарактеристики скіфських луків зумовили їх використання на широких просторах Євразії. Один із наконечників скіфського типу було знайдено навіть на полі відомої Марафонської битви у Греції.
Для носіння луків скіфи використовували сагайдаки, які зазвичай робили із дерева або шкіри, тому в землі вони збереглися погано. У звітах археологи лише відзначають невиразні фрагменти із зотлілого дерева або шкіри. У могилах пересічних скіфів, як правило, знаходять по одному сагайдачному набору, дуже рідко — два. У курганах із похованням представників більш високих суспільних прошарків таких наборів більше. У похованні кургану Товста могила, наприклад, їх було 4, а у П'ятибратному кургані біля станиці Єлизаветинська в різних місцях гробниці було виявлено 16 скупчень стріл, у Бердянському кургані — 9.
Спеціальна кишеня для стріл закривалася у сагайдака кришкою, щоб не псувалось оперення. Такі кришки мали застібку у вигляді кістяних або бронзових стрижнів із перехватом посередині для захвату ремінця, іноді прикрашеними візерунками тварин. Відомі й простіші застібки з кістки у вигляді невеликих «грибочків» із виточеною під шапочкою канавкою для ремінця.
Залежно від статку власника, сагайдаки прикрашалися бляшками з бронзи або дорогоцінних металів, зазвичай із фігурками тварин. Вони могли розташовуватися по периметру або в центрі. Мабуть, роль такої прикраси виконували хрестоподібні бляхи із зображеннями котячого хижака.

## Наступальна зброя скіфів

### Списи і дротики

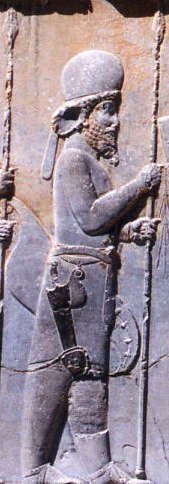
Воїн-скіф зі списом

Списів і дротиків відомо понад тисячу. Їх клали у могилу навіть пересічним воякам, тобто це була звичайна зброя ближнього бою для переважної більшості війська. Зазвичай в могилу клали 1-2 списи або спис і дротик.
Можна уявити, як після обстрілу ворога стрілами з великої відстані, при наближенні до нього, дротик використовувався як метальна зброя, а списом довершували справу у безпосередньому контакті з ворогом. Звичайна довжина списів і дротиків — в межах 2 метрів, лише окремі екземпляри завдовжки до 3 метрів. Такі списи незручні у ближньому бою і, ймовірно, їх використовували вершники як колючу піку. Короткі списи були не тільки колючою зброєю, ними фехтували, як фехтують жердинами у східних єдиноборствах, тому разом із бойовим лавролистим лезом, яким кололи і рубали, на протилежний кінець деревка надягався залізний наконечник циліндричної або конусної форми. Тобто, і тильна частина списа могла мати вирішальне значення у бою.
Спис використовувався в кінному і пішому бою, міг бути як колючою, так і метальною зброєю. Скіфські списи мали довжину 1,7-2,2 м, залізні наконечники і залізні підтікання, які надягали на нижній кінець древка. В VI–V вв. до н. е. застосовувалися списи з досить тонкими і легкими наконечниками лавролистної форми. В IV–III ст. до н. е. більшість скіфських списів мали наконечники з довгим пером гостролистої форми, ромбічними або овальним в розрізі. В кінці IV в. до н. е. у скіфів з'явилися т.зв. «Штурмові» списи, довжина яких дорівнювала 2,5-3,1 м. Залишки одного з таких списів були виявлені на Нікопольщині при розкопках Страшної Могили (курган № 4). «Штурмовими» списами кінний воїн міг битися з кінним противником, а також вразити пішого ворога, озброєного мечем або коротким списом, залишаючись при цьому поза межами досяжності.
В бою короткий спис тримали в одній руці, а довгий («штурмовий») брали обома руками.

### Мечі та кинджали

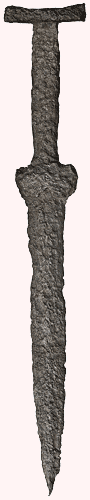
Залізний акінак скіфів, VII—V ст до н. е.

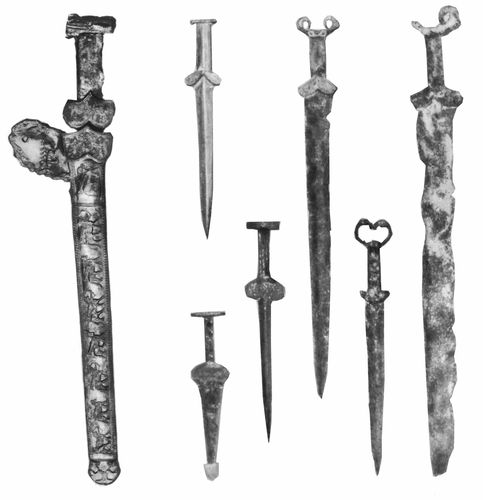
Скіфські мечі. VII–VI ст. до н. е.

На території Скіфії виявлено понад 400 мечів і кинджалів. Треба відзначити, що як поховальний інвентар ця холодна зброя використовувалася тільки у похованні царів і знатних воїнів. Про це свідчать і висота курганів, де вони були знайдені, і багатство могил. Найчастіше мечі знаходять разом із коштовним захисним обладунком — панцирами, шоломами, що було недоступним рядовому населенню.
Зазвичай скіфські мечі і кинджали мають лезо, загострене з обох боків. Лише 10 із відомих екземплярів мають один загострений кінець. Протягом свого існування цей вид зброї зазнавав змін лише в окремих частинах руків'я — перехресті і вершині, що стало основою для розробки їх типології і датування. Зокрема, у V в. до н. е. з'являються антеноподібні і зооморфічні верхів'я та овальні, з поглибленням у нижній частині хрестовини. В IV в. до н.е. верхів'я скіфських мечів стають частіше овальні, хрестовини — трикутними (серцеподібними).
Довжина скіфського меча коливалася у межах 50-60 см, але були мечі і більшої довжини, а окремі екземпляри мали лезо завдовжки до 1 м. Залежно від довжини, мечі дозволяли ефективно битися у пішому та кінному боях.
Скіфський меч (акінак) мав довжину 40-60 см, ширину — 4,5-6 см. Руків'я меча складалася з t:навершя, власне руків'я і хрестовини (ефеса). Скіфські мечі VIII–VI ст. до н. е. мали брускоподібні або прямокутні навершя і хрестовини з прямим верхнім і округленим нижнім краєм. Хронологічній прикметою є також петля на верхньому краї руків'я.
Носили мечі і кинджали у піхвах з дерева, обтягненими шкірою. Шкіру часто прикрашали аплікацією з золотими пластинками. Дерев'яні піхви мечів рядових скіфів обтягувалися розфарбованої шкірою. Вихід з піхов називається гирлом. Від їх верхньої частини убік відходила лопать, на якій меч прикріплювався до поясу. На кінцях піхов були розширення — бутероль. Найчастіше вони були невеликими, але іноді зустрічаються піхви з бутероллю досить значних розмірів, як, наприклад, піхви меча з кургану Солоха. Піхви і руків'я мечів знатних скіфів обкладалися золотими пластинами. Характерно, що сюжети на піхвах деяких мечів (Чортомлик, Єлизаветівка, Товста Могила) повторюються, утворюючи серію. Судячи із зображень, скіфські мечі носилися з правого боку, ближче до середини пояса.
Мечі використовувалися скіфами як зброя, що коле, так і зброя, що ріже. Зброєю, що рубає у кінних скіфів були довгі мечі. Короткі мечі, насамперед, служили колючою зброєю. В VI–V вв. до н. е. існували мечі з клинками двох форм: з майже паралельними лезами і у вигляді трикутника з досить широкою основою. В IV–III ст. до н. е. клинки більшості мечів мали форму трикутника з вузьким підставою, витягнутого до вершини. Крім них під час ближнього бою скіфські воїни використовували також кинджали, які мали довжину 30-40 см. Відома знахідка скіфського кинджала на території м. Нікополя, в похованні скіфа-общинника.
На території Нікопольського району відомі знахідки піхов, руків'я і залишків клинків скіфських мечів IV в. до н. е. (Чортомлик, Товста Могила, Хомина Могила, група шахти № 22, Капулівка та ін.). Ці мечі належали як знатним, так і простим скіфам. Однак, меч все ж, в основному, був зброєю знаті і царських дружинників.
У пізніх скіфів Нижнього Придніпров'я з'явилися довгі (до 95 см) двосічні мечі, з прямим перехрестям і іноді звуженим догори держаком. У І ст. до н. е. — І ст. н. е. у пізніх скіфів Криму були широко поширені короткі мечі з кільцевим навершям, прямим перехрестям і широким, звуженим донизу клинком. В І-ІІІ ст. н. е. у них на озброєнні з'явилися довгі (до 90-92 см) мечі сарматського типу.

### Бойова сокира, клевець, булава

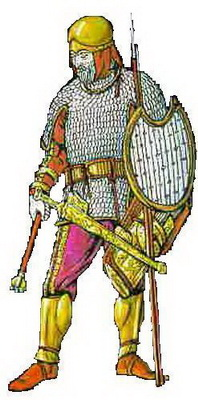
Знатний скіфський воїн

Бойова скіфська сокира (сагаріс) згадується в легенді про походження скіфів, серед священних дарів, які впали з неба. Кілька сагарісів було знайдено археологами в похованнях знатних скіфів. Найчастіше ці сокири мали вузьке лезо, круглу провушину і чотиригранний, або круглий обух-молоток. Іноді вони прикрашалися зображеннями, виконаними у звіриному стилі.
У скіфських похованнях іноді зустрічаються клевці — зброя у вигляді сокири з довгим клиноподібним обушком.
У похованнях знатних скіфів іноді зустрічаються булави і шестопер (різновид булави, у якої «яблуко» розщеплене на шість «пір'їв»). Булава — найдавніший вид холодного ударної зброї, що складається з древка — рукоятки і масивного навершя у вигляді кулі. В VIII–VII ст. до н. е. кімерійські і деякі скіфські воїни використовували в ближньому бою кам'яні булави та молоти — архаїчну зброю предків. Але, ймовірно, вже в той час у скіфів з'явилися і булави із залізними і бронзовими навершями.
Навершня булави знайдено в похованні скіфського воїна дружинника в кургані біля с. Мирне на Херсонщині. Діаметр його становив 5 см, вага 358 г. Оковка нижньої частини руків'я мала діаметр 2,8 см. Довжина руків'я становила близько 45 см. Аналогічне свинцеве навершення булави знайдено в жіночому похованні біля с. Миколаївка на нижньому Придніпров'ї та в кургані № 7 біля с. Новосілка в Лісостеповому Побужжі.
Кам'яна булава входила до складу комплексу озброєння скіфського воїна, похованого в кургані № 524 біля села Жаботин, уламок такої ж булави знайдено на Жаботинському поселенні скіфського часу. З кургану Куль-Оба походить булава шестопер. Але ще з часів неоліту булава, крім звичайної бойової функції виконувала роль символу влади — скіпетра. Скіпетри слугували символом статусу і рангу.

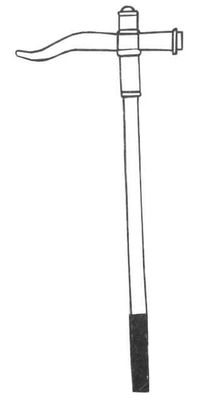
Клевець

### Лук і стріли
Античний історик Амміан Марцеллін так описав скіфський лук: "У той же час, як луки всіх народів згинаються з гнучких дерев, луки скіфські … увігнуті з обох сторін широкими і глибокими рогами всередину, мають вигляд Місяця під час збитку, і середину їх розділяє прямий і круглий брусок ".
Скіфський лук мав форму, близьку до грецької букві «сигма», і довжину 60-70 см (луки довжиною до 1 м використовувалися рідко).
Лук скіфського типу мав широкий ареал застосування і був відомий ще з епохи бронзи. В Причорномор'ї він користувався популярністю вже на початку I тис. до н. е. В VII в. до н. е. такий лук отримав широке поширення в Передній Азії і на Балканах, де пережив античну епоху. У перших століттях нашої ери скіфський лук ліг в основу нових типів метальної зброї (наприклад, гунського лука). Скіфський лук був прийнятий на озброєння греками (з кінця VI — початку V ст. до н. е.), римлянами, германськими і угорськими племенами. Він став основною зброєю в арміях Візантійської імперії і Франкської держави. У Київській Русі скіфський лук широко використовувався до часів Пізнього середньовіччя.
Універсальність скіфського лука полягала в тому, що по суті він являв собою «дерев'яну пружину» — механізм, в будь-яку хвилину практично готовий до бою. Його не доводилося натягувати з нуля — 80% енергії лука були вже «заряджені». Натягнути залишалося решту 20%. Це робило його незамінним в бою, як для пішого, так і для кінного воїна. Оскільки для натягу такого лука не було потрібно великої мускульної сили, він був фактично головною зброєю скіфських загонів легкої кінноти, що складалися з юнаків, дівчат та молодих жінок.
До теперішнього часу на території всього Північного Причорномор'я відомі знахідки лише декількох цілих скіфських дерев'яних луків, тому, без сумніву, кожна з них представляє для археологів великий інтерес. Так, наприклад, в кінці 60-х років минулого століття під час розкопок скіфського поховання IV в. до н. е. на території Керченського півострова (в 20 км на південь від Керчі) дослідниками був виявлений один з таких луків. Його основа завдовжки 64,5 см лежало зі стрілами поряд з саркофагом.
Завдяки скіфам знайшов своє широке поширення новий тип стріл — з гранованими бронзовими наконечниками з втулкою. Ці стріли дозволили набагато підвищити ефективність стрільби з лука. Стріли відповідали луку і мали довжину 60-70 см. Їх держаки з оперенням на кінці часто розфарбовували в червоний, рідше — в червоний і чорний кольори. Держаки виготовлялися з тополі, ясена, берези, а також з тростини.
Очевидно, перед боєм скіфи часто просочували стріли отрутами як рослинного, так і тваринного походження. Найчастіше застосовувався отрута різних видів гадюк. Винайдена степовими кочівниками «біологічна зброя» широко використовувалося ще під час Троянської війни (середина XIII в. до н. е.), в якій вихідці з Північного Причорномор'я брали безпосередню участь, борючись на боці обох сторін. Не виключено, що просочені зміїною отрутою скіфські стріли мали під час бою ще й ритуально-містичне значення. Є версія, що в V–IV ст. до н. е. скіфські стріли виконували також функцію грошей. З наконечників стріл за наказом царя Аріанта (близько 650 р до н. е.), був відлитий величезний бронзовий казан, встановлений, за свідченням Геродота, в одному їх скіфських священних місць
Для носіння лука і запасу стріл скіфи використовували спеціальний футляр — горит. Він мав довгасту форму, звужувався до низу. У лівій верхній частині горита знаходився прямокутний виступ, який призначався для захисту тятиви лука, вміщеній в його велике відділення. Зверху цього відділення розташовувалася невелика кишеня для стріл. Горит виготовлялися з дерев'яних тонких дощок і покривалися шкірою. Уздовж боків і низу для міцності розміщувалися залізні стрижні. В VII–VI ст. до н. е. такі футляри поширилися і серед народів, що жили по сусідству зі скіфами. Крім горита скіфські воїни для носіння запасу стріл іноді користувалися сагайдаками. Горит або лук зі стрілами скіфські воїни завжди носили на лівому боці, прикріплюючи їх до поясу.

## Захисне спорядження

### Шолом
Значного розвитку досягло у скіфів і захисне спорядження. В бою широко використовувались складені на шкіряній основі з дрібних металевих лусок щити, панцири, бойові пояси, шоломи і поножі (кнеміди).
Металеві шоломи були відомі скіфам вже в VII ст до н. е. В VII–VI ст. були поширені масивні литі шоломи кубанського (по місцю більшості знахідок) або ранньоскіфського типу. Вони досить точно передавали форму голови, мали форму горщка, невеликий виріз, облямований дугами-валиками, що сходяться до перенісся, а також отвори, що призначалися для кріплення нащічників.
В V–III ст. до н. е. скіфи користувалися грецькими шоломами, більшість з яких належали до античного типу. Однак в Скіфії (особливо в IV–III ст. до н. е.) були поширені і коринфські, Халкидські і фракійські шоломи.
Деякі грецькі шоломи перероблялися скіфськими майстрами зброярами. Так, в курганах знатних скіфів, що відносяться до IV в. до н. е., іноді зустрічаються грецькі шоломи зі спиляними нащічниками.
З середини IV в. до н. е. вживалися, поряд з грецькими, і місцеві шоломи з металевим набором. Вони виготовлялися з того ж типу, що й панцири. Скіфські складні шоломи складалися з шкіряної основи типу башлика, на якій нашивались залізні пластинки. Нащічники і Барміца кріпилися або окремо, або складали з шоломом єдине ціле.

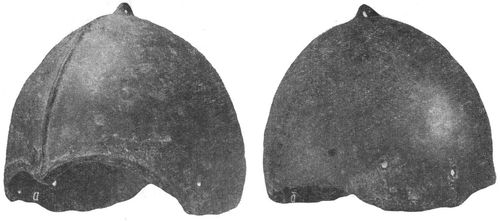
Скіфський шолом. VI в. до н.е.
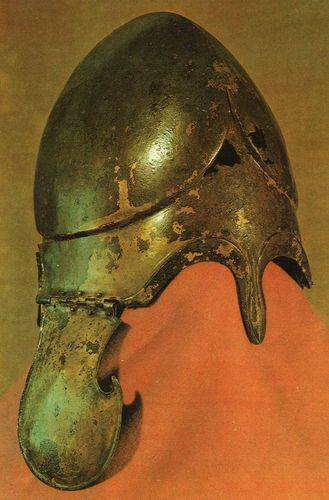
Скіфський шолом. IV в. до н.е.

### Панцир
Скіфами використовувалися лускаті панцири. Лусочки прямокутної форми з прямим верхом і заокругленим низом нашивались на шкіряну основу — сорочку з короткими рукавами. Груди захищалася пластинками досить великих розмірів, плечі — пластинками менших розмірів.
Значні конструктивні особливості обладунків скіфських воїнів помітно відрізняли їх від обладунків, поширених в країнах Середземномор'я і на Сході. Наприклад, скіфські шкіряні наплічники відрізнялися від наплічників «грецького типу» тим, що закривали не тільки плече, а й передпліччя. Крім того, вони мали оригінальну форму, яка повторювала в своїй наспинній частині форму лопаток. Спереду і ззаду шкіра наплчника була посилена і прикрашена великими металевими плоскими пластинами у вигляді орлів, грифонів, оленів, а з'єднувалися вони за допомогою ремінця на спині.

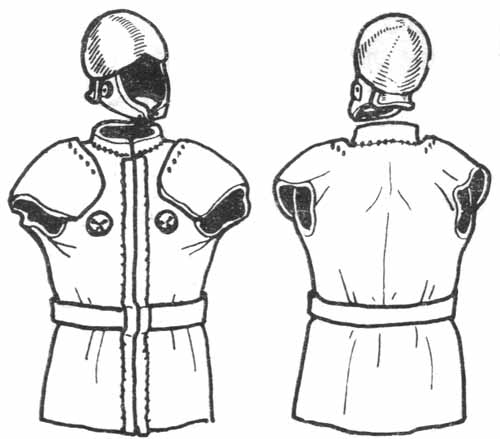
Обладунки скіфських воїнів. Реконструкція Горелика М.В.
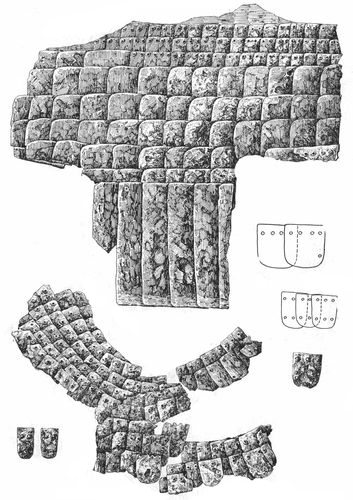
Уламки залізного панцира. Група шахти № 22. Нікопольський район

### Щит

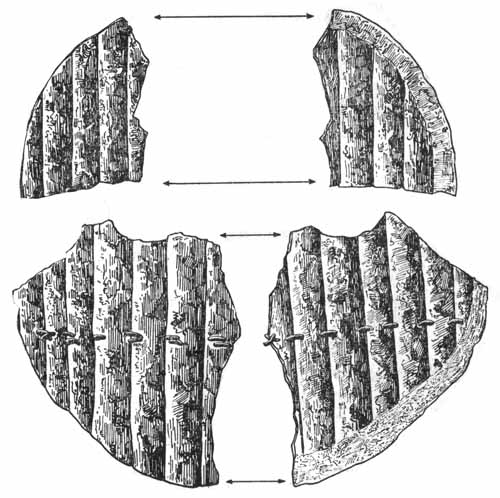
Уламки скіфського щита (група шахти № 22, Нікопольський район)

В VIII–VII ст. до н. е. скіфи, як і кімерійці, користувалися щитами з дерева та шкіри, однак, мабуть, вже в той час у них з'явилися перші щити, обшиті залізними пластинами. В VI–IV ст. до н. е. скіфські щити мали овальну, прямокутну і майже квадратну форму. На гребені з кургану Солоха є зображення трьох різних типів скіфських щитів. Вони використовувалися для захисту воїна в ближньому бою, і від ворожих стріл. Часто щит був єдиним захисним озброєнням простих скіфських воїнів.
При розкопках могили № 2 (група шахти № 22, Нікопольський район) були виявлені уламки скіфського щита з округлим краєм. Вони складалися з плоских довгих пластин шириною 3 см, що заходять одна за іншу на 1/3, основа щита була дерев'яна, обтягнута шкірою, край якої заходив, згинаючись у вигляді вузької смужки, на зовнішню сторону щита.
На більшості виявлених на території Північного Причорномор'я скіфських щитах пластини були з'єднані жорстким дротяним зв'язком. Залізний дріт, проходячи через отвори, що пробивали по краях пластин, з'єднував їх між собою і з розташованої під ними шкіряною основою. На ряді щитів отвори на пластинах розташовувалися в шаховому порядку. На уламку другого скіфського щита, виявленого в могилі № 2 (група шахти № 22, Нікопольський район) смуги були закріплені горизонтальними рядами, що проходять один від іншого в 7 см, за допомогою бронзових дужок. На зовнішній стороні щита дужки були приховані під верхніми пластинами, а на внутрішній — кінці заходили один за іншою. Судячи зі знахідок, пластини могли розташовуватися на скіфських щитах як горизонтально, так і вертикально.

## Кінське спорядження

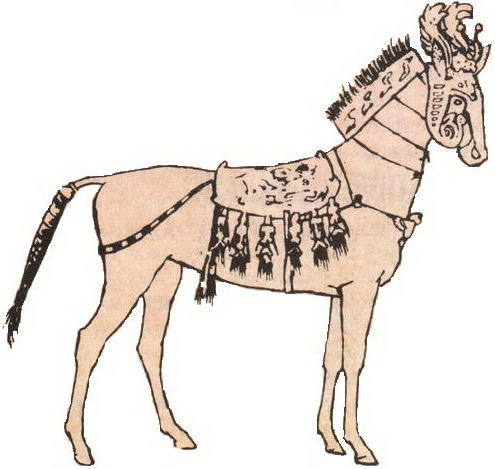
Скіфський кінь

Скіфськими майстрами також виготовлялись засоби для захисту голови і тіла бойових коней. Засоби захисту бойових коней з'явилися у скіфів одночасно з появою важкої панцирної кінноти — головної сили їх війська.
Великі масивні пластинчасті налобники, виготовлені з бронзи в техніці литва, були відомі ще в VIII–VII ст. до н. е. Вони закривали всю передню частину морди коня — від чола до ніздрів. Крім декоративного, налобні пластини мали і захисне значення — охороняли голову бойового коня від стріл і списів. Для захисту корпусу коня робили нагрудники і попони із товстої шкіри, частково посилені металевим панциром та набором із пластинок.
В пізньоскіфські часи (ІІІ ст. до н. е. — IV ст. н.е) у зв'язку зі зміною військової тактики і введенням кінного бою на близькій відстані змінюються озброєння воїна і спорядження коня. У кінному бою вирішальною зброєю стає довгий меч і спис з витягнутою листоподібною форми пером. В спорядження коня вводяться залізні вудила сарматського типу з кільцями, круглі Флар, бляшки круглої форми, іноді вкриті золотою фольгою.

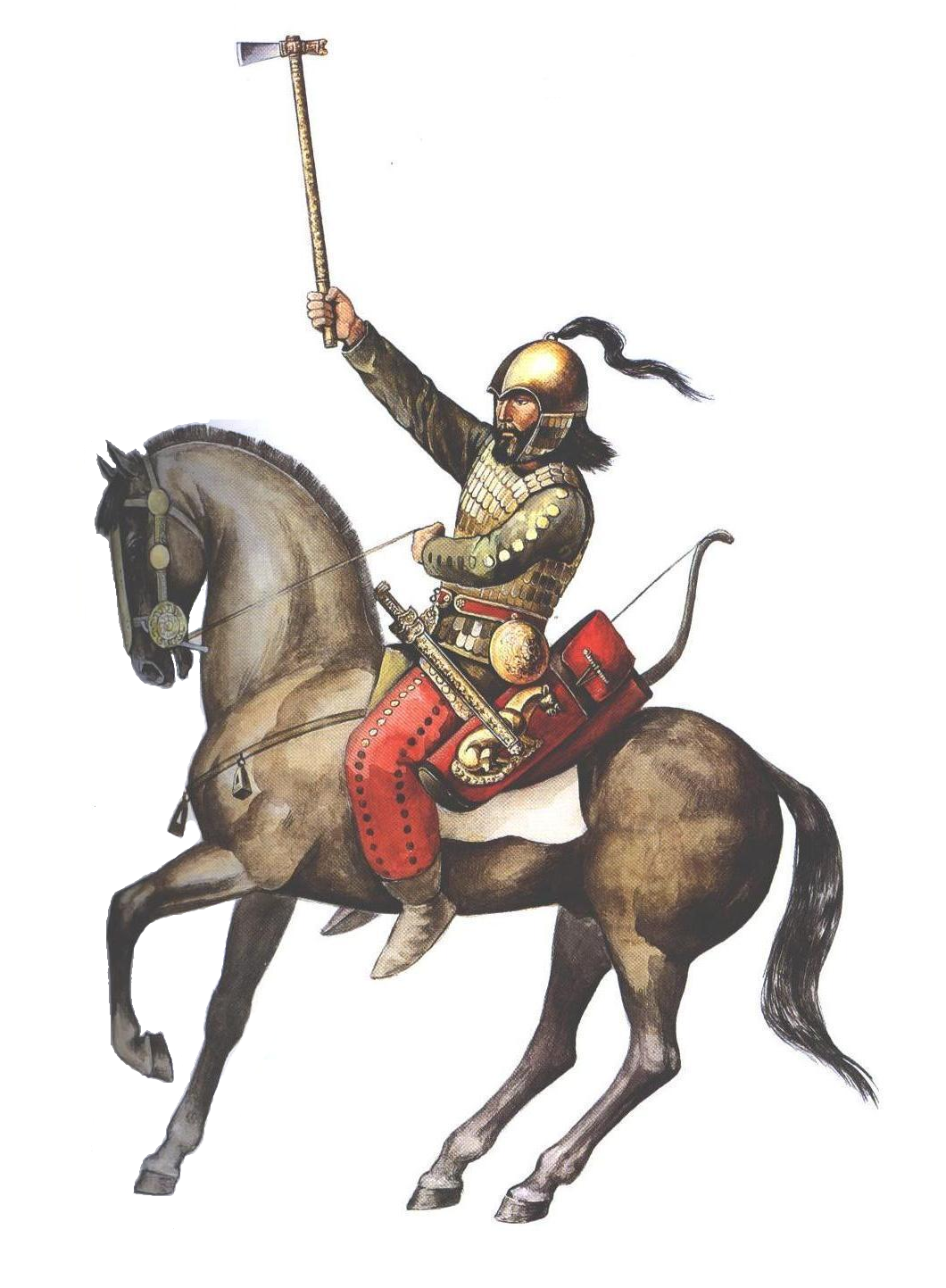
Скіфський воїн на коні

Тренований бойовий кінь брав участь у битві разом зі своїм господарем. Пліній Старший відзначав: «Скіфська кіннота пишається славою своїх коней. Коли був убитий один царьок, що бився за виклик зі своїм ворогом, і переможець підійшов щоб зняти з убитого обладунки, то кінь переможеного ударами і укусами убив його!»